# Videovigilància IP
La videovigilància IP és una tecnologia de vigilància visual que combina els beneficis analògics dels tradicionals CCTV (Closed Circuit Television) amb els avantatges digitals de les xarxes de comunicació IP (Internet Protocol), tot permetent la supervisió local i/o remota d'imatges i àudio així com el tractament digital de les imatges, per a aplicacions com el reconeixement de matrícules o el reconeixement facial, entre d'altres.
Aquesta tecnologia resulta més senzilla i econòmica que un CCTV, ja que aprofita la xarxa informàtica empresarial, és a dir, el mateix cablejat que s'utilitza per a la comunicació de dades, accés a Internet o correu electrònic, sense necessitat de comptar amb una infraestructura de cablejat coaxial específica per a la xarxa de videovigilància. La majoria de les instal·lacions més modernes estan canviant la tecnologia analògica a favor de la videovigilància IP, donada la seva versatilitat, funcionalitat, senzillesa i optimització de les infraestructures existents en la companyia.
Entre els avanços més destacats dels últims anys, a més de les capacitats sense fils que eliminen, i fins i tot l'estesa de cablejat, trobem l'alta resolució d'imatges que ofereixen les càmeres megapíxel (1,3 megapíxels), la inclusió de sistemes d'intel·ligència per al tractament de vídeo i la gestió d'esdeveniments o comptadors digitals. És possible capturar un vídeo i emmagatzemar-ho a pocs fotogrames per segon o activar l'enregistrament només en determinades circumstàncies ja sigui per la detecció de moviments en una zona determinada o per franges horàries.
La millora de la resolució va acompanyada d'elevades taxes de compressió per tal d'evitar alts consums d'ample de banda i espai d'emmagatzematge, amb estàndards com l'H.264, que simplifiquen significativament l'emmagatzematge en els NVR (Network Video Recorders) o servidors de vídeo respecte a altres formats com el vídeo Motion JPEG, MPEG-4.
Aquests avenços tecnològics van propiciar que assessories com IP Video Market, al seu informe de ‘Video Surveillance Market Size and Forecast Guide 2010’, estimessin que el mercat de la videovigilància IP superaria al de la CCTV (analògic) entre 2010 i 2012, amb un creixement d'un 200%.

## Història
La primera càmera IP, la Neteye 200, va aparèixer l'any 1996 fabricada per Axis Communications. El 2005, es va crear la primera càmera amb anàlisi de contingut de vídeo (IntelliCAD). Avui dia, es pot accedir al contingut d'aquesta càmera des des qualsevol lloc amb connexió a Internet.

## Components tecnològics
- Càmera IP. Captura el vídeo i l'àudio (en cas d'incorporar entrada i sortida d'àudio) i pot ser fixa o mòbil. Està connectada per cable o sense fil a una xarxa de dades IP, a través de la qual es pot controlar i emmagatzemar la informació en NVRs (Network Video Recorder) o servidors de vídeo en xarxa. Entre diverses característiques cal destacar:
  - Resolució megapíxel.- Permet visualitzar detalls impossibles de veure amb càmeres analògiques i/o VGA tradicionals.
  - Zoom òptic.- Apropament d'una imatge mitjançant l'objectiu i sense pèrdua de qualitat d'imatge.
  - Zoom digital.- Ampliació/apropament d'una imatge mitjançant tècniques digitals amb una consegüent disminució de la resolució de la imatge.
  - 3GPP vídeo streaming.- Permet visualitzar remotament el vídeo en línia d'una càmera IP en un telèfon mòbil 3G o telèfon intel·ligent.
  - Connector I/O (entrada/sortida).- Dissenyats per a connectar dispositius externs a la càmera; sirenes/alarmes, detector de moviments, sensors de temperatura, il·luminador extern, etc.
  - Escombratge progressiu.- Aconsegueix una major nitidesa i claredat en l'enregistrament i visualització d'imatges en moviment.
- NVR (Gravador de vídeo en xarxa) / VMS (Sistema de gestió de viíeo).- Element que permet gravar i/o visualitzar la imatge procedent d'una o múltiples càmeres tant localment (dins d'una xarxa d'àrea local) com remotament (a través d'internet). Aquests elements poden ser elements de maquinari amb programari incrustat o bé elements de programari que s'executa en un hardware tradicional (servidor). També aporten altres funcionalitats com la gestió d'accessos i permisos d'usuaris o la configuració remota de les càmeres, per posar alguns exemples.
- Gravador de vídeo.- L'enregistrament pot executar-se de manera contínua o programada automàticament per hores, activació per moviment, detecció d'esdeveniments específics, etc.
- Video Server Encoder.- Permeten connectar càmeres analògiques CCTV a una xarxa digital de videovigilància basada en el protocol IP.
- Programari d'anàlisi de vídeo.- Permet anàlisis automàtiques de les imatges en funció dels paràmetres prèviament definits per l'usuari. Aquestes capacitats fan que els usos de la videovigilància vagin més enllà de la seguretat física i es poden aplicar a la intel·ligència de negoci. Les noves versions d'aquest programari permeten, per via d'avançats algorismes en l'anàlisi de vídeo, definir paràmetres d'enregistrament perquè les càmeres únicament capturin imatges quan detectin determinats esdeveniments, la qual cosa optimitza la capacitat d'emmagatzematge i el consum de l'ample de banda. Aquests sistemes són capaços de realitzar les tasques d'enregistrament i transmissió de més de 64 càmeres, tot depenent dels requeriments de taxes de bits i resolució, guardant tot el vídeo en una xarxa d'emmagatzematge o en discos externs. La gestió de les càmeres IP instal·lades pot realitzar-se de manera centralitzada des d'un únic punt i, gràcies al protocol IP, pot fer-se fins i tot de manera remota.
- Dispositius de visualització.- Els dispositius més estesos són els tradicionals monitors o pantalles, PCs o video-walls. No obstant això, i donada la versatilitat del protocol IP, és possible visualitzar les imatges en dispositius de butxaca, com elstelèfons mòbils, tablet PC o PDA.
- Filtres Infrarojos.- Existeixen dos tipus de filtres infrarojos, els filtres de Tall o (ICR Filter) que s'activen o desactiven de forma manual o automàtica tot depenent de les condicions lumíniques de l'entorn, i els filtres de doble Banda o duals (Dual Band Filter), que a diferència dels anteriors es troben fixos entre la lent i el sensor de la càmera.
- LED infraroig.- Els LEDs infrarojos són punts generadors de llum infraroja. Aquest tipus de llum és imperceptible per a l'ull humà, però no per a les Càmeres IP que incorporin filtres infrarojos, dotant així la càmera de visió nocturna.
- Carcasses exteriors.- Són elements que protegeixen les càmeres d'exterior de cara a les situacions climatològiques i/o accions de vandalisme.
- Sensors.- Dispositius que contribueixen a ajustar els enregistraments automàtics en funció de determinades condicions, com els canvis de temperatura, so o moviment, entre d'altres. Poden, a més, activar funcionalitats com la il·luminació d'infrarojos (IR) quan així ho requereixi el grau de foscor en el lloc d'enregistrament.
- Cablejat Ethernet.- En cas de no aprofitar les capacitats sense fils que porten els últims models de càmeres IP, el cablejat que s'utilitza per a la transmissió del vídeo capturat és el mateix que l'utilitzat per a les comunicacions corporatives, amb optimització del cost i desplegament d'infraestructura, a diferència de l'opció analògica (CCTV) que requereix un cablejat coaxial.
- PoE (Power Over Ethernet).- La utilització de commutadors Ethernet amb funcionalitat PoE simplifica la instal·lació d'una Càmera IP. Utilitzant el mateix cable Ethernet es poden enviar dades i corrent elèctric a un dispositiu (càmera, …), sense la necessitat de comptar amb preses d'alimentació addicionals. Això resulta molt útil ja que generalment les càmeres de vigilància IP s'instal·len en llocs on l'alimentació elèctrica no és fàcilment accessible.
- Firewall.- Impedeixen l'accés ina causa de la xarxa de videovigilància IP.
- Reconeixement Facial.- Es tracta d'una tecnologia que permet analitzar de manera automàtica: - Gestions de tràfic (lectura de matrícules, comptatge de vehicles, velocitat mitjana del tràfic, vehicles en contra direcció, estadístiques d'ús de carrils). - Grans esdeveniments (comptar els participants en una manifestació, identificar els corredors a les curses populars, accessos a esdeveniments esportius, estadístiques d'edat, gènere o fins i tot d'estat d'ànim), entre altres usos.

## Certificacions
L'European Committee for Electro Technical Standardization (CENELEC) va desenvolupar l'estàndard Grau de protecció IP (IEC 60529) per classificar els nivells de protecció mediambiental que les carcasses dels dispositius elèctrics presenten enfront dels objectes sòlids i líquids. La nomenclatura utilitzada per l'estàndard consta de les lletres IP (Ingress Protection) seguida de dos dígits; el primer indica el nivell de protecció enfront d'objectes sòlids (per exemple pols) i el segon enfront de líquids (per exemple aigua). D'aquesta forma un equip que disposi de certificació IP66 indica protecció total enfront de l'entrada de pols i rajos molt potents d'aigua, una certificació IP44 correspondria a un equip que presenta protecció d'entrada d'objectes sòlids majors d'1 mm i a rajos d'aigua.

## Aplicacions pràctiques
L'ús més comú i pel qual van ser concebudes al principi és per a la detecció d'intrusions en espais, tancats o oberts, ja que el sistema pot ser instal·lat des d'oficines, centres comercials o aparcaments públics a l'aire lliure, entre d'altres. En aquest mateix sentit, el control de furts i robatoris en establiments comercials i magatzems és una altra de les finalitats més esteses en aquest tipus de sistemes.
No obstant això, les aplicacions de la videovigilància IP s'han anat incrementant a mesura que el programari ha avançat en prestacions. En aquest sentit, ja és possible realitzar control d'accessos, tant de persones com de vehicles; o el control de processos en cadenes de muntatge, reforçant així la prevenció de riscos laborals.
Recentment, els ajuntaments han estès l'ús que ja feien altres organismes d'aquests sistemes, com la DGT (Direcció General de Trànsit) per al control del trànsit, a la videovigilància d'espais oberts en zones conflictives, en un intent de reduir la criminalitat, prostitució, etc.

## Legislació
La legislació espanyola és molt estricta a l'hora de regular la instal·lació i ús de càmeres de videovigilància, amb diverses Lleis Orgàniques que aborden la qüestió. Així mateix, l'Agència Espanyola de Protecció de Dades també dedica un apartat especial a aquest assumpte, en considerar que el seu ús pot afectar persones identificades o identificables, per la qual cosa aquesta informació constitueix una dada de caràcter personal.
Les principals Lleis Orgàniques que regulen aquesta activitat són:
- La Llei Orgànica 1/1982, de 5 de maig,de Protecció Civil del Dret a l'honor, a la Intimitat Personal i a la Pròpia Imatge.[1]
- La Llei 23/1992, de 30 de juliol de Seguretat Privada (LSP).[2]
- La Llei Orgànica 4/1997, de 4 d'agost, per la qual es regula la utilització de càmeres de vídeo per les forces i cossos de seguretat en llocs públics.[3]
- La Llei Orgànica 15/1999, de 13 de desembre, de Protecció de Dades de Caràcter Personal (RDLOPD).[4] Aquesta és, sens dubte, la més rellevant quant a legislació recent, actualitzada i complementada a través de la Instrucció 1/2006, de 8 de novembre, de l'Agència Espanyola de Protecció de Dades, sobre el tractament de dades personals amb finalitats de vigilància a través de sistemes de càmeres o càmeres de vídeo, que ha establert jurisprudència.[5]
- La Llei ‘Ómnibus’ 25/2009, de 22 de desembre, de modificació de diverses lleis per a la seva adaptació a la Llei sobre el lliure accés a les activitats de serveis i el seu exercici.[6] Modifica, entre uns altres, l'article 5.1 de la LSP.

Entre els requisits mínims exigits per a la posada en marxa d'un sistema de videovigilància quan afecta a dades de caràcter personal destaquen: 
• La instal·lació de càmeres o càmeres de vídeo només és admissible quan la finalitat de vigilància no pugui obtenir-se mitjançant altres mitjans que, sense exigir esforços desproporcionats, resultin menys intrusius per a la intimitat de les persones i per al seu dret a la protecció de dades de caràcter personal.
• Les càmeres i càmeres de vídeo instal·lades en espais privats no podran obtenir imatges d'espais públics tret que resulti imprescindible per a la finalitat de vigilància que es pretén, o resulti impossible evitar-ho per raó de la ubicació de les càmeres.
• Les imatges només seran tractades quan siguin adequades, pertinents i no intrusives amb relació a l'àmbit i les finalitats determinades, legítimes i explícites. En cas de crear un fitxer d'imatges (i no només usar el vídeo en temps real), aquest haurà d'inscriure's en el Registre General i els interessats hauran de comptar amb impresos en els quals es detalli la informació sobre el fitxer i la seva finalitat, el destinatari de les dades, la possibilitat d'exercici dels drets per part de l'interessat i la identificació del responsable del fitxer.
• Les imatges no podran romandre emmagatzemades més d'un mes des de la data de la seva captura.
• Conforme a la Instrucció 1/2006 i en compliment del dret d'informació, els responsables que comptin amb sistemes de videovigilància hauran de col·locar, a les zones videovigilades, almenys un distintiu informatiu situat en lloc suficientment visible, tant en espais oberts com tancats.